# Fossa Sandwich do Sul

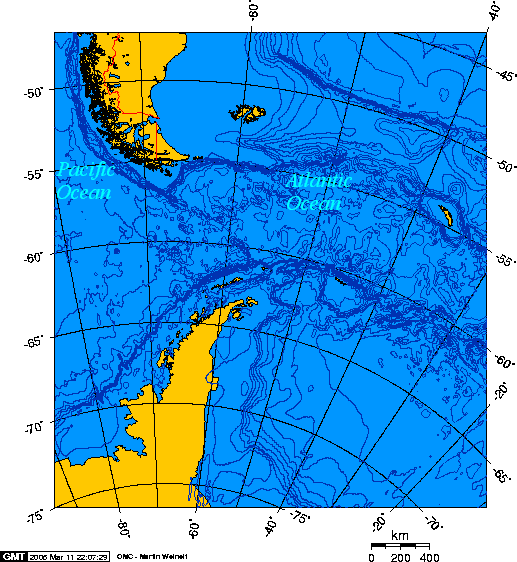
A fossa de Sandwich do Sul

A fossa Sandwich do Sul é uma fossa oceânica localizada próximo à passagem de Drake, uma parte do oceano Antártico, exatamente entre a América do Sul e a Antártica.
A fossa Sandwich do Sul tem aproximadamente 7.235 metros (23,730 pés), do nível do mar ao fundo, tornando-o o local de maior profundidade no oceano Antártico.
Ela recebeu esse nome por estar bem próxima às ilhas Sanduíche do Sul, um arquipélago glaciar não-povoado, mas que abriga uma grande variedade de espécies animais. As condições climáticas são extremamente adversas com fortes ventanias e furacões. 